# Philmont (musikgruppe)
 For alternative betydninger, se Philmont. (Se også artikler, som begynder med Philmont)
Philmont var en amerikansk kristen pop-punk musikgruppe fra Charlotte, North Carolina.

## Diskografi
- Take Cover (2006)
- Photosynthetic (2007)
- Oh Snap (2008)
- Attention (2009)
- The Transition EP (2010)
- Rearranged and Unplugged (2012)